# إبسكو
إبسكو «المصرية للخدمات البترولية» أو (بالإنجليزية: EPSCO - Egyptian Petroleum Services Co)‏ هي إحدى شركات قطاع البترول المصري, والتي تأسست عام 1997 وفقا لأحكام قانون ضمانات وحوافز الإستثمار رقم 8 لسنة 1997 كشركة مساهمة مصرية

## نشاط الشركة
تقوم الشركة بتقديم الخدمات وتوفير الاحتياجات المطلوبة لقطاع البترول من عمالة فنية وغير فنية على أعلى مستوى من التأهيل والاحتراف مع مراعاة معايير الصحة والسلامة والجودة في تقديم الخدمات والوصول إلى الكفاءة والإتقان في منع وقوع الحوادث ومنع حدوث الإصابات، وتتمثل تلك الخدمات في:
- خدمات السلامة والصحة المهنية
- خدمات النظافة
- خدمات هندسية
- خدمات مدنية
- خدمات نقل وتوزيع المياه
- خدمات الأمن والحراسة
- خدمات سياحية
- خدمات تقديم العمالة الفنية والغير فنية
- خدمات النقل وإيجار السيارات
- خدمات التغذية

## دمج شركة سسكو
في عام 2022 تم دمج شركة سيناء للخدمات البترولية والتعدينية (سسكو) التي  تأسست في 15 سبتمبر 2010 في شركة إبسكو.

### المساهمين في شركة سسكو
- صندوق الإسكان والخدمات الاجتماعية لقطاع البترول 40%
- شركة السهام البترولية 10%
- شركة تنمية للبترول 10%
- بتروتريد 10%
- صيانكو 10%
- إبسكو 10%
- سيناء للغاز 10%

### رؤساء شركة سسكو
- اللواء/ أكرم بدوي
- اللواء/ هاني زكي
- م / مختار إبراهيم

## المساهمون
- صندوق الإسكان والخدمات الاجتماعية للعاملين بقطاع البترول: 40%.
- النقابة العامة للعاملين بالبترول: 10%.
- اللجنة النقابية للعاملين بشركة بترول خليج السويس (جابكو): 1%.
- أسهم عامة للعاملين بقطاع البترول: 49%.[1]

## رؤساء الشركة
- احمد شحاتة.[2]
- محمد مصطفى.[3]
- طه عفيفي.[4]
- وفيق زغلول.[5]
- محمد درويش.[5]
- عادل أنور.[6]
- هشام رشدي.[6]